# 赫利亞德基 (赫梅利尼茨基州)
49°35′43″N 26°34′16″E / 49.59528°N 26.57111°E
赫利亞德基（烏克蘭語：Глядки）是位於烏克蘭西部的村莊，由赫梅利尼茨基州裡赫梅利尼茨基區的納爾凱維奇市鎮負責管轄。該村面積1.88平方公里，海拔高度307米，2001年人口387，人口密度每平方公里205.9人。